# Baumschlager (Film)
Baumschlager ist eine österreichisch-israelische Koproduktion von Harald Sicheritz aus dem Jahr 2017 mit Thomas Stipsits in der Titelrolle. Der Film wurde am 24. August 2017 im Rahmen des Open-Air-Kinos im Burghof in Klagenfurt gezeigt. Der Kinostart erfolgte in Österreich am 22. September 2017.

## Handlung
Werner Baumschlager, ein liebenswerter, aber etwas unbeholfener Schlawiner und Schürzenjäger, ist als österreichischer UNO-Offizier im Nahen Osten stationiert. Endlich kehrt Frieden im Nahen Osten ein, allerdings weiß niemand so wirklich etwas damit anzufangen. Soll plötzlich kein Bedarf mehr an UN-Blauhelmen bestehen und es keinen Platz für heldenhafte Landesverteidiger sowie Kriegsgewinnler mehr geben? Eine für verschiedene Seiten verunsichernde, teilweise sogar unerwünschte neue Situation. Daher möchte man doch lieber zum altbekannten Muster zurückkehren und sucht dafür einen Sündenbock. Praktischerweise eignet sich dafür dieser etwas seltsame Österreicher. Werner Baumschlager wird zum Spielball verschiedenster Interessen. Man hält ihn aufgrund seiner merkwürdigen privaten Aktivitäten für einen gefährlichen Agenten. Alle Seiten verfolgen und benutzen ihn dazu, um den ihnen unwillkommenen Frieden zu sabotieren.

## Produktion
Die Dreharbeiten fanden im Februar und März 2016 statt, gedreht wurde in Israel und Österreich. Unterstützt wurde der Film vom Österreichischen Filminstitut, vom Filmfonds Wien, Filmstandort Austria und dem Israel Film Fund, beteiligt war der Österreichische Rundfunk. Produziert wurde der Film von der österreichischen Dor Film, Koproduzent war die israelische United Channels Movies (UCM). Für die Szenenbild zeichnete Thomas Vögel verantwortlich, für das Kostümbild Sabine Daigeler und für den Ton Dietmar Zuson, Philipp Mosser, Reinhard Schweiger und Ingo Pusswald.
Die Verkehrssprache auch vor der Kamera war Englisch, der Film soll in manchen Wiener Kinos in der Drehfassung zu sehen sein.

## Rezeption
Christiane Fasching meinte in der Tiroler Tageszeitung, dass der Film nur bedingt lustig sei, die Produktion würde – wie der Plot und die Hauptfigur – zwischen die Fronten geraten und streckenweise in platter Derbheit versinken. „Als putzigen Naivling kannte man Stipsits schon vorher – wirklich neue Seiten entlockt ihm auch Regisseur Sicheritz nicht.“ Lediglich die Originalversion mit Untertiteln würde einem ein paar unbeabsichtigte Lacher entlocken: „Austrian-English klingt einfach zu funny.“ Ähnlich die Oberösterreichische Nachrichten, die den „banalen Schmäh“ kritisierte. Der Film sei kein Sicheritz-Film, so wie man ihn erhofft, erwartet und gewöhnt ist, er würde nicht in rabenschwarzem, raffiniertem Witz gipfeln, sondern in Klamauk. Die Kleine Zeitung schrieb, dass der Hauptcharakter im Niemandsland der Konfliktparteien ähnlich wie der Film ein wenig im Feld zwischen den Genres verloren sei. Teilweise Satire würde das Geschehen immer wieder in Slapstick bis hin zur derben Plattheit abgleiten. Der Standard urteilte, dass der beste Witz nichts wert sei, wenn man ihn uninspiriert heruntererzählt. Es würde an Timing und szenischer Genauigkeit mangeln, in den Nebenrollen würde Übertreibungsalarm herrschen, „Tendenz Villacher Fasching“. Stefan Grissemann schrieb im Profil, dass der Film „ein bedrückend witzloses Unterfangen, das sich in grobem Klamauk und verblichen geglaubten Herrenabend-Dialogen entlädt“ sei. Die nachlässige Synchronisation, die an deutschen Kino-Trash der 1970er-Jahre erinnere, würde der Inszenierung den Rest geben.
Harald Sicheritz meinte im Kurier, dass er sich nicht für einen Komödienregisseur halte, sondern Alltagstragödien, die unter die Lupe des Humors genommen werden, inszenieren würde.